# Ģederts Ramans
Ģederts Ramans (* 8. September 1927 in Jelgava; † 22. Juli 1999 in Riga) war ein lettischer Komponist.

## Leben
Ģederts Ramans erhielt seine frühe musikalische Ausbildung ab 1936 an der Musikschule Daugavpils, doch wurde der reguläre Unterricht durch den Zweiten Weltkrieg unterbrochen. 1947 schloss er die Landwirtschaftliche Fachschule in Saulaine ab, wo er das Hauptfach Agronomie hatte. In der Folge studierte er Klarinette und Akkordeon an der Jāzeps-Mediņš-1.-Musikschule in Riga sowie Meteorologie an der Lettischen Staatsuniversität und Chorleitung am Jāzeps-Mediņš-Musikgymnasium, ebenfalls in Riga. Auf Anraten seines dortigen Lehrers Jānis Līcītis begann er schließlich 1950 ein Kompositionsstudium bei Ādolfs Skulte an der Lettischen Musikakademie, das er 1955 mit dem ersten Satz seiner Sinfonie Nr. 1 abschloss. Noch während des Studiums lud ihn der künstlerische Direktor des Lettischen Radios, der Komponist und Dirigent Jānis Ivanovs, ein, als Aufnahmeleiter beim Hörfunk zu arbeiten. 1955 wechselte er zum erst kurz zuvor gegründeten Lettischen Fernsehen, wo er bis 1968 Cheftonmeister blieb.
Parallel dazu war Ramans ab den frühen 1960er-Jahren Theorielehrer an der Emīls-Dārziņš-Musikschule. 1973 wurde er Professor an die Rigaer Akademie. Zu seinen Schülerinnen und Schülern gehörten etwa Ģirts Bišs, Mārtiņš Brauns, Mikus Čeže, Rihards Dubra, Gunārs Freidenfelds, Aivars Kalējs, Rolands Kronlaks, Roberts Liede, Jānis Petraškevičs, Pēteris Plakidis, Jānis Porietis, Uģis Prauliņš, Solveiga Selga, Armands Strazds, Andris Vecumnieks und Imants Zemzaris. Neben seinen pädagogischen Tätigkeiten engagierte er sich auch im Lettischen Komponistenverband, dessen Vorsitzender er 1968–1984 war. In dieser Funktion war er wesentlich für die Etablierung der seit den 1970er-Jahren bestehenden „Lettischen Tage Neuer Musik“ (Latvijas Jaunās mūzikas dienas) mitverantwortlich. 1969 wurde Ramans der Titel eines „Verdienten Künstlers“ der Lettischen Sozialistischen Sowjetrepublik verliehen. Als Komponist umspannte Ramans verschiedene Sparten von der klassischen Tradition bis zum Jazz und Popularmusik. Neben seinem gewichtigen sinfonischen Schaffen stehen seine Musik für Bühne, Film und Fernsehen und Songs. Seit 1970 gelangten seine Lieder auch beim Allgemeinen lettischen Lieder- und Tanzfest zur Aufführung.

## Werke (Auswahl)

### Operette
- Möwen ohne Meer. Musikalische Komödie (1960)[3]
- Sālsmaize Kartupeļu ielā. Pop-Operette (1969)

### Schauspielmusik
- Alejandro Casona: Trešais vārds (Das dritte Wort) (1959)
- William Shakespeare: Divpadsmitā nakts (Was ihr wollt) (1964)
- Janis Anerauds: Karalistes gals (Das Ende des Königreichs) (1964)
- Alexei Arbusow: Mans nabaga Marats (Mein armer Marat) (1965)
- Gunārs Priede: Tava labā slava (1965)
- Carlo Goldoni: Kjodžas skandāls (Skandal in Chioggia) (1966)
- Harijs Gulbis: Viena ugunīga kļava (Feuriger Ahornbaum) (1967)
- Harijs Gulbis: Aijā žūžū, bērns kā lācis (1968)
- Harijs Gulbis: Mans mīļais, mans dārgais (Meine Liebe, mein Schatz) (1969)

### Kantaten
- Jahre des Lichts nach Worten von Bruno Saulītis für Chor und Orchester (1955)
- Zur Sonnenstunde. Kantate nach Worten von Laimonis Kamara für Chor und Orchester (1975)
- Stimme des Vaterlandes. Kantate nach Worten von Lija Brīdaka für Mezzosopran, Tenor, Chor und Orchester (1980)
- Kalender der Natur nach Worten von Laimonis Kamara für Knabenchor und Orchester (1983)
- Testament der Liebe. Kantaten-Triptychon nach Worten von Arturs Goba für Männerchor und Orchester (1987)

### Orchesterwerke
- Neun Sinfonien (1955–1957; 1965; 1970; 1974; 1977; 1979; 1983; 1985; 1988)
- Divertimento für Flöte, Trompete, Klavier, Schlagzeug und Streichorchester (1964)
- Festouvertüre (1972)
- Walzer-Impromptu (1974)

### Instrumentalkonzerte
- Konzert für Saxophon, Streichorchester und Klavier (1962)
- Concerto leggiero für neun Jazzinstrumente und Streichorchester (1970)[4]
- Konzert-Poem für Oboe, Englischhorn und Orchester (1982)

### Instrumentalduo
- Sonate für Klarinette und Klavier (1987)

### Schlager und Pop-Songs
- Dziesma par Daugavas tiltu
- Ja tev cits labāks liekas
- Pulksteņa dziesma meitenei
- Man šodien 18 gadu

### Filmmusik
- Tobago menyaet kurs, Regie: Aleksandrs Leimanis (1965)
- Cela zimes, Regie: Oļģerts Dunkers (1968)
- Sauj mana vieta, Regie: Jānis Streičs (1970)